# Altes Rathaus (Regensburg)

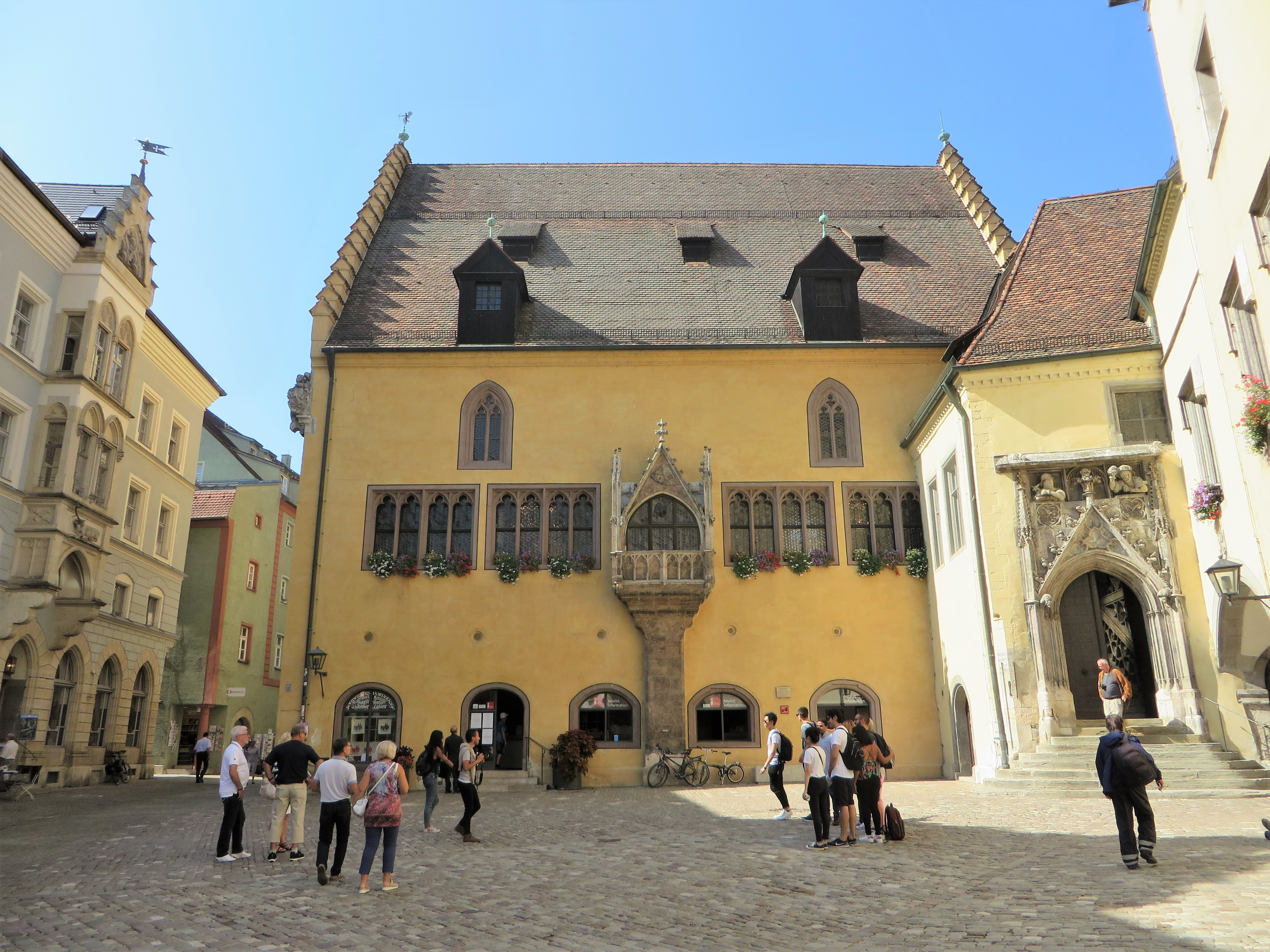
Reichssaalgebäude mit Erker und Portalbau,
Altes Rathaus Regensburg

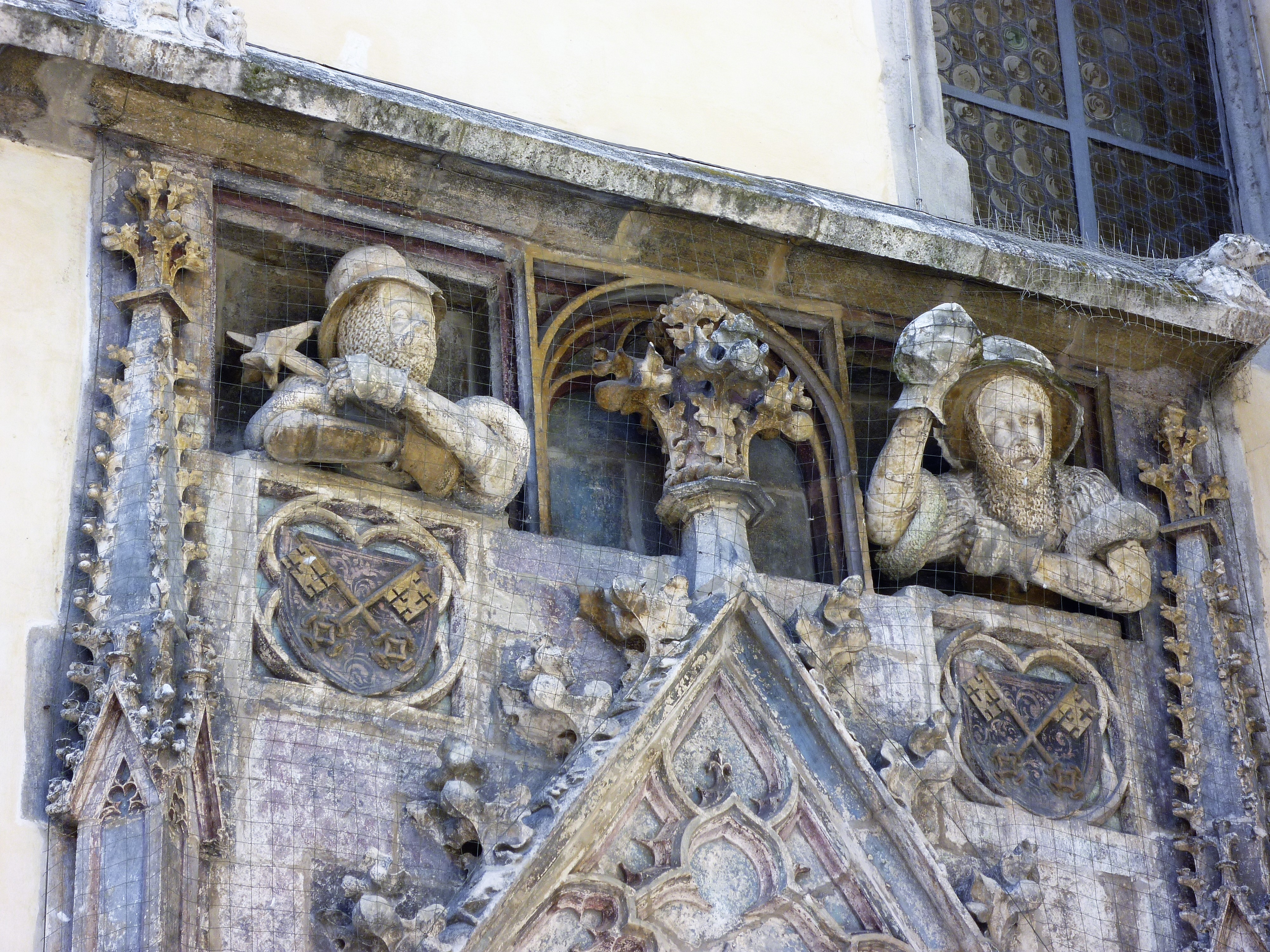
Portalbau, Geharnischte Halbfiguren, Schutz und Trutz

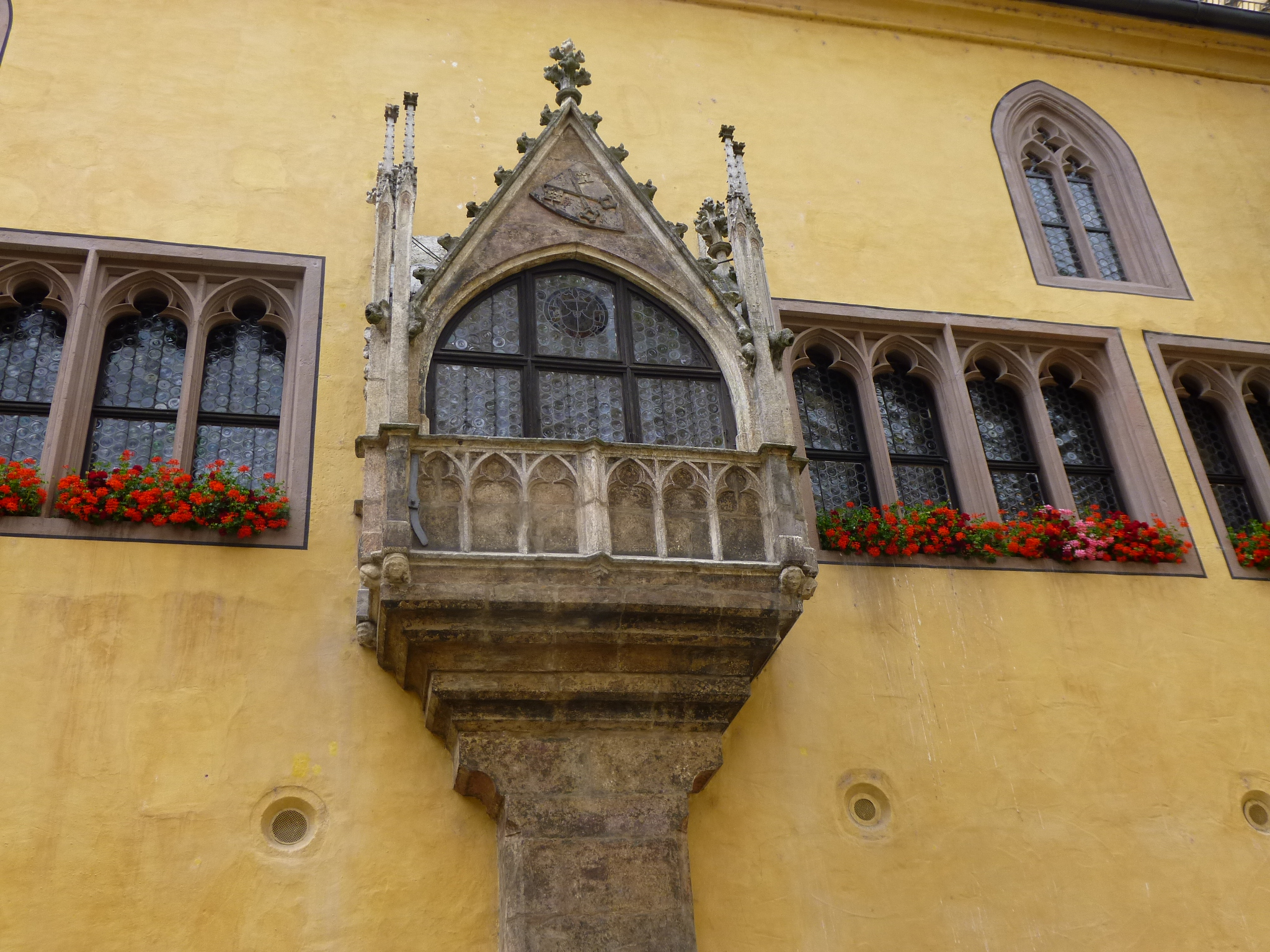
Erker am Reichssaalgebäude

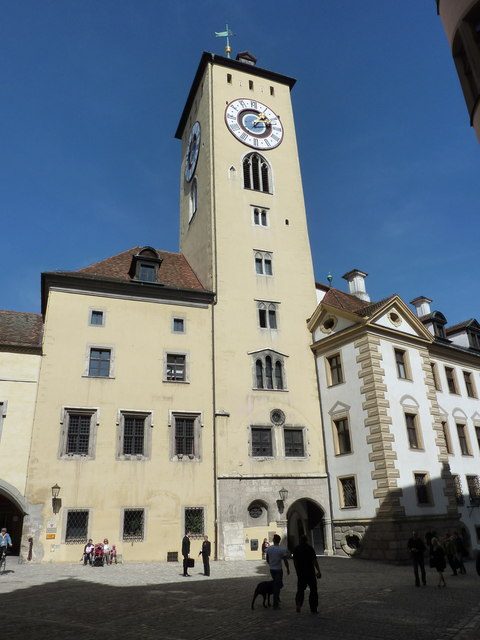
Altes Rathaus mit Turm
und Barockanbau
(Blick von Süd-Süd-West)

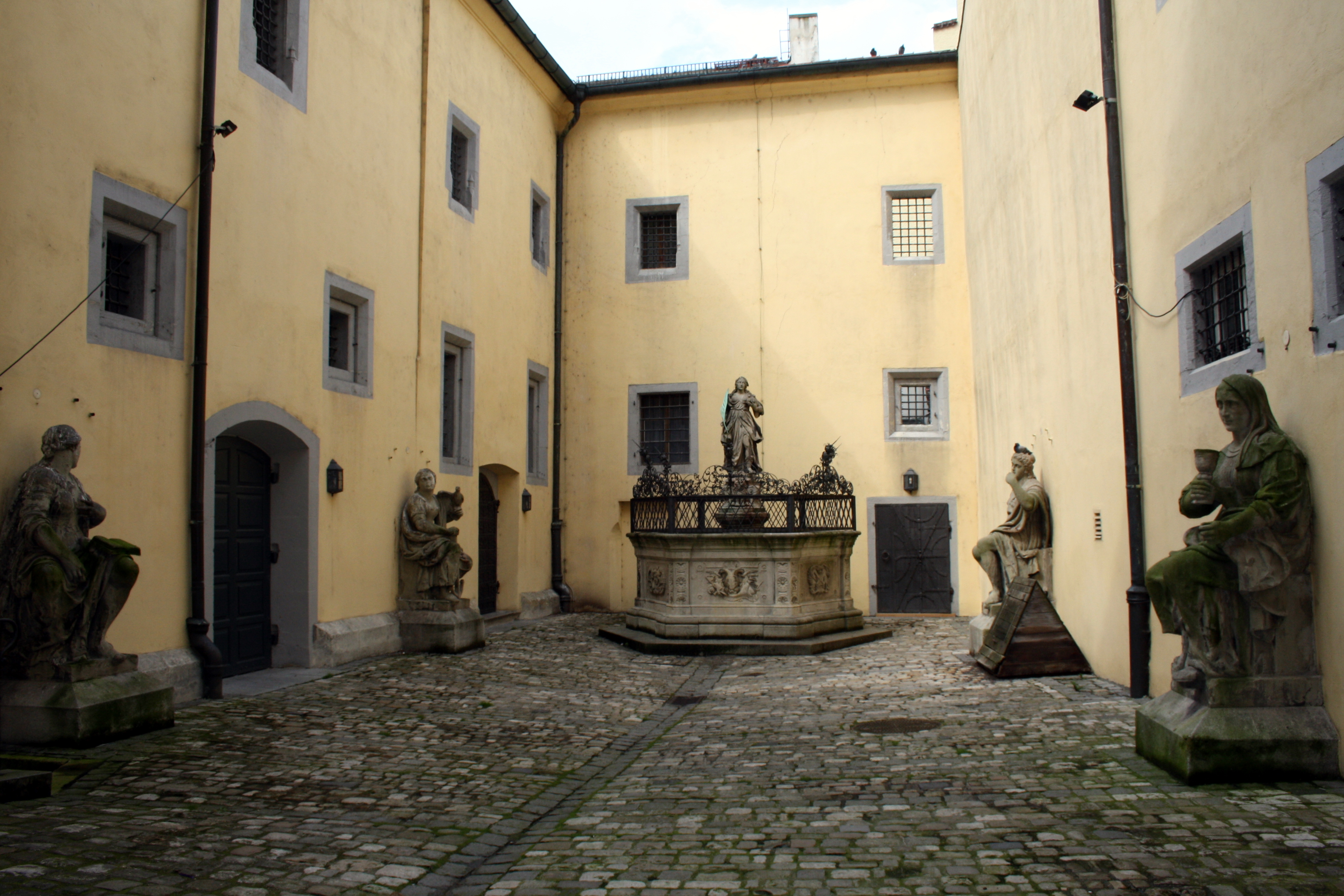
Innerer Rathaushof (Justiziahof) mit Venusbrunnen

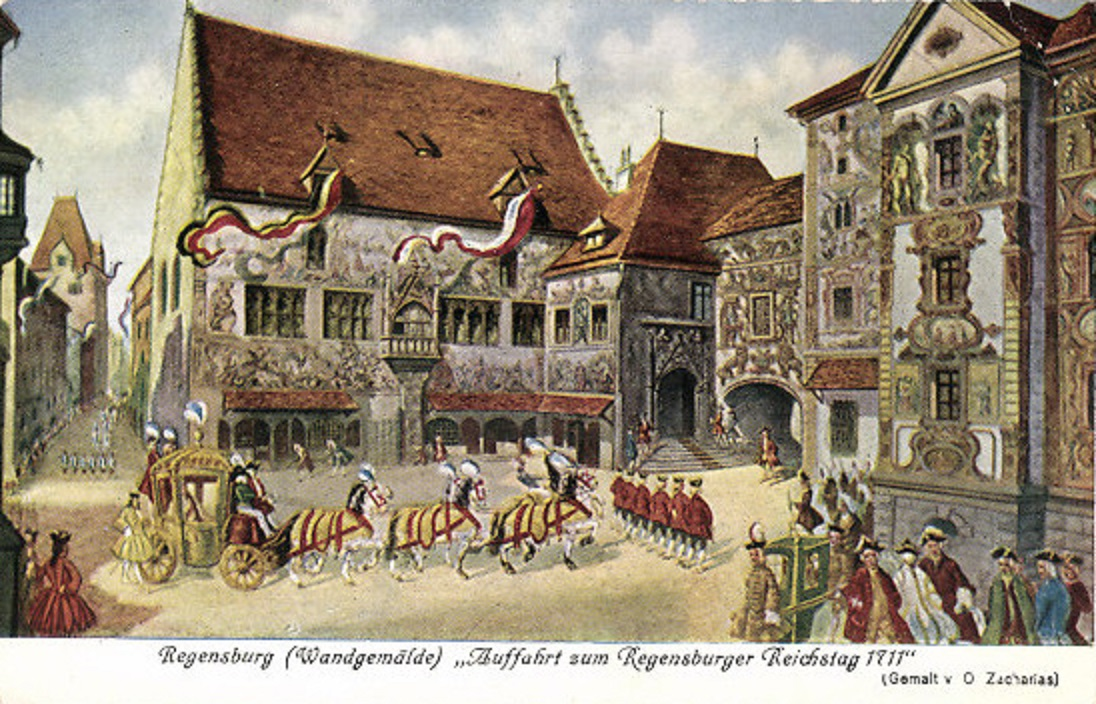
Vorfahrt von Gesandten zum Reichstag im Rathaus

Beim mittelalterlichen Alten Rathaus von Regensburg am Rathausplatz lassen sich drei zu unterschiedlichen Zeiten entstandene Gebäude unterscheiden: im Süden das Reichssaalgebäude mit Erker, daran anschließend der Portalbau mit Treppenhaus und Tordurchgang und östlich des Durchgangs das älteste Rathausgebäude im Stil eines Patrizierhauses mit dem Rathausturm. In diesem ältesten Gebäude befindet sich der Sitz mit Empfangssaal des Oberbürgermeisters und weitere Räume für zugehörigen Ämter und für das Standesamt. Die restlichen Ämter der Stadtverwaltung und auch das Bürgerbüro befinden sich im Neuen Rathaus am ca. 500 m östlich entfernten Dachauplatz.
Im südlich anschließenden Reichssaalgebäude an der Neuen Waag-Gasse ist im Erdgeschoss die Touristeninformation untergebracht. Darüber Im Obergeschoss befindet sich der Reichssaal, die ehemalige Versammlungsstätte der Gesandten des damaligen Immerwährenden Reichstages. In das Obergeschoss des Alten Rathauses gelangt man über den Treppenaufgang im Portalbau. Der Zugang zur Treppe wird bewacht von den erhöht angebrachten steinernen  Figuren genannt Schutz und Trutz. Im Obergeschoss befinden sich die Zugänge zu den Räumen und Sälen des Museums zur Geschichte der Regensburger Reichstage. Im Untergeschoss sind Gefängniszellen und Folterkammer zu besichtigen.
Auf dem östlich an den Rathausplatz anschließenden Platz, genannt Kohlenmarkt, stand bis 1706 der Marktturm. Er bildete den Mittelpunkt eines viel besuchten Marktplatzes, der sich nach Norden bis hin zum Fischmarkt am Ufer der Donau erstreckte. Nachdem der Marktturm 1706 abgebrannt war, entstanden dort am Kohlenmarkt in der Barockzeit Erweiterungsbauten für das Rathaus. Nach Abschluss dieser Bauarbeiten war östlich der Neubauten ein kleiner Platz entstanden, der heute Zieroldsplatz genannt wird.  Der Platz wurde Standort einer Kopie des  Denkmals für  Don Juan de Austria und geht südlich über  in den heute mit einem großen Brunnen bestückten Kohlenmarkt.

## Entstehung und Nutzung
Der älteste Teil des heutigen Gebäudekomplexes mit dem noch heute erhaltenen achtgeschossigen, 55 m hohen Ratsturm und den viergeschossigen Anbauten ist das eigentliche Alte Rathaus. Es wurde Mitte des 13. Jahrhunderts im Typus der Hausburgen der Patrizier errichtet. Der Bau entstand unmittelbar westlich der Nordwestecke des ehemaligen Römerkastells am heutigen, Kohlenmarkt und damit ganz in der Nähe des westlichen Kaufmannsbezirks. Der hohe Ratsturm setzte in der Stadtsilhouette einen deutlichen Akzent. Im Jahr 1360 brannte der Turm aus, wurde aber bis 1363 wieder hergerichtet. Im Erdgeschoss des Turmes bietet ein großes Stichbogentor Zugang zu einer Torhalle und zum anschließenden inneren Rathaushof. Dort steht der Venusbrunnen des Regensburger Bildhauers Leoprand Hilmer von 1661. Die übrigen Figuren im Innenhof waren ursprünglich als Schmuckfiguren für die Portale der 1632 fertig gestellten Kirche zur Heiligen Dreifaltigkeit vorgesehen, konnten jedoch dort nicht aufgestellt werden, weil sie zu groß geraten waren.
Das südwestlich an den Rathaus-Tor-Turm-Bau angebundene zweigeschossige Reichssaalgebäude, das beim Gang zum Rathaus zuerst in den Blick kommt, wurde um 1320/30 als ursprünglich freistehendes Versammlungsgebäude errichtet und war im Untergeschoss als mehrschiffige Halle angelegt. Der heute als Reichssaal bezeichnete Saal im Obergeschoss war damals als städtischer Tanz- und Festsaal gedacht und war ursprünglich nur über eine Außentreppe erreichbar. Der Portalbau mit Treppenhaus und Vorhalle zum Reichssaal entstand nachträglich um 1408 und wurde 1564 nochmals baulich verändert. Erst seitdem ist das Reichssaalgebäude mit dem Alten Rathaus baulich verbunden. Das spätgotische Spitzbogenportal mit den Stadtschlüsseln und den beiden geharnischten und bewaffneten Halbfiguren, genannt Schutz und Trutz, die die Wehrhaftigkeit der Stadt symbolisieren, ist schon früh zu einem wichtigen Wahrzeichen von Regensburg geworden und wurde zum Kriegsbeginn 1942 mit einer massiven Backsteinmauer vor Bombenschäden geschützt.
Als im 16. Jahrhundert Regensburg mit Reichssaal und Rathaus bevorzugter Tagungsort der Reichsversammlungen wurde, präsentierten sich die Gebäude an der West- und Nordseite des Rathausplatzes als ein Konglomerat von Häusern und Türmen aus unterschiedlichen Entstehungszeiten. Wahrscheinlich deshalb entschloss sich der Rat der Stadt, mit Hilfe eines umfangreichen Bildprogramms dem gesamten Gebäudekomplex und auch dem Marktturm am heutigen Zieroldsplatz mit einer Fassadenmalerei ein einheitliches Erscheinungsbild zu geben. Den Auftrag bekam der Maler Melchior Bocksberger, der die Malereien in den Jahren 1573/4 für 2533 Gulden anfertigte. Heute haben sich von den Malereien keinerlei Reste enthalten, jedoch wurden die Entwurfszeichnung um 1900 auf dem Dachboden des Reichssaals aufgefunden.
Wenn während der Reichstage der Kaiser anwesend war nutzte er den hochgotischen Erker  an der Fensterfront des Reichssaales, um sich den Bürgern zu zeigen und Huldigungen entgegenzunehmen. Ab 1594 fanden die Reichstage nur noch in Regensburg statt. Ab 1663 tagte der Reichstag als Immerwährender Reichstag im Reichssaal und in den angrenzenden Beratungsräumen der verschiedenen Kollegien.
Nach dem Ende des Heiligen Römischen Reichs mit dem Reichsdeputationshauptschluss stand der Reichssaal mit seiner imposanten gotischen Holzbohlendecke leer und wurde nach 1806 als Depot und Lagerraum genutzt. Ab 1869 wurde unter Berufung auf das nationale Gewissen eine Renovierung des Reichssaals angemahnt. 1904 befasste sich der bayerische Landtag mit dem Fall und bemängelte das fehlende historische Verantwortungsbewusstsein der Regensburger Stadtväter. Es hieß, dass es im Reichssaal wie in einer Scheune aussähe, was eine Schande für das Deutsche Reich sei. Daraufhin fasste der Regensburger Bürgermeister Hermann Geib den Beschluss, den Saal renovieren zu lassen. Die Finanzierung des Vorhabens erwies sich als schwierig und erfolgte schließlich über eine Lotterie, die in allen deutschen Staaten durchgeführt wurde und sehr erfolgreich verlief. Die Sanierung konnte durchgeführt und 1910 abgeschlossen werden. Eine weitere Sanierung der Holzdecke erfolgte 1975/76.

## Heutiges Aussehen
Dem frühgotischen Alten Rathaus mit Rathausturm, Rathaushof und Reichssaalbau ist im Osten das barocke Rathaus mit dem Neptunhof angegliedert. Die zugehörigen Gebäude entstanden schrittweise in mehreren Perioden. Bereits nach 1440 und um 1600 waren Erweiterungsbauten östlich des Ratsturmes entstanden. Dort hatte der Rat der Stadt Grundstücke aufgekauft in der Nähe des 1347 erstmals erwähnten Marktturms. Die Nutzung der Räume im Alten Rathaus durch die Reichsstände am Immerwährenden Reichstag machte weitere Erweiterungsbauten nötig, die sich nördlich an den Marktturm anschlossen. 1660/62 wurde dort der Ostflügel des Barocken Rathauses gebaut. Nachdem 1706 der Marktturm abbrannte und abgebrochen wurde, entstand 1721/23 auf seinen Grundmauern der Südflügel des Barocken Rathauses mit dem von toskanischen Säulen gerahmten Portal zum heutigen Ratskeller. Über den Portalen der beiden Flügel finden sich die den jeweiligen Bauzeiten entsprechenden Jahreszahlen 1661 und 1722 und allegorische Frauengestalten für die Tugenden Glaube (Monstranz), Friede (Palmzweig), Gerechtigkeit und Klugheit.

## Reichstagsmuseum

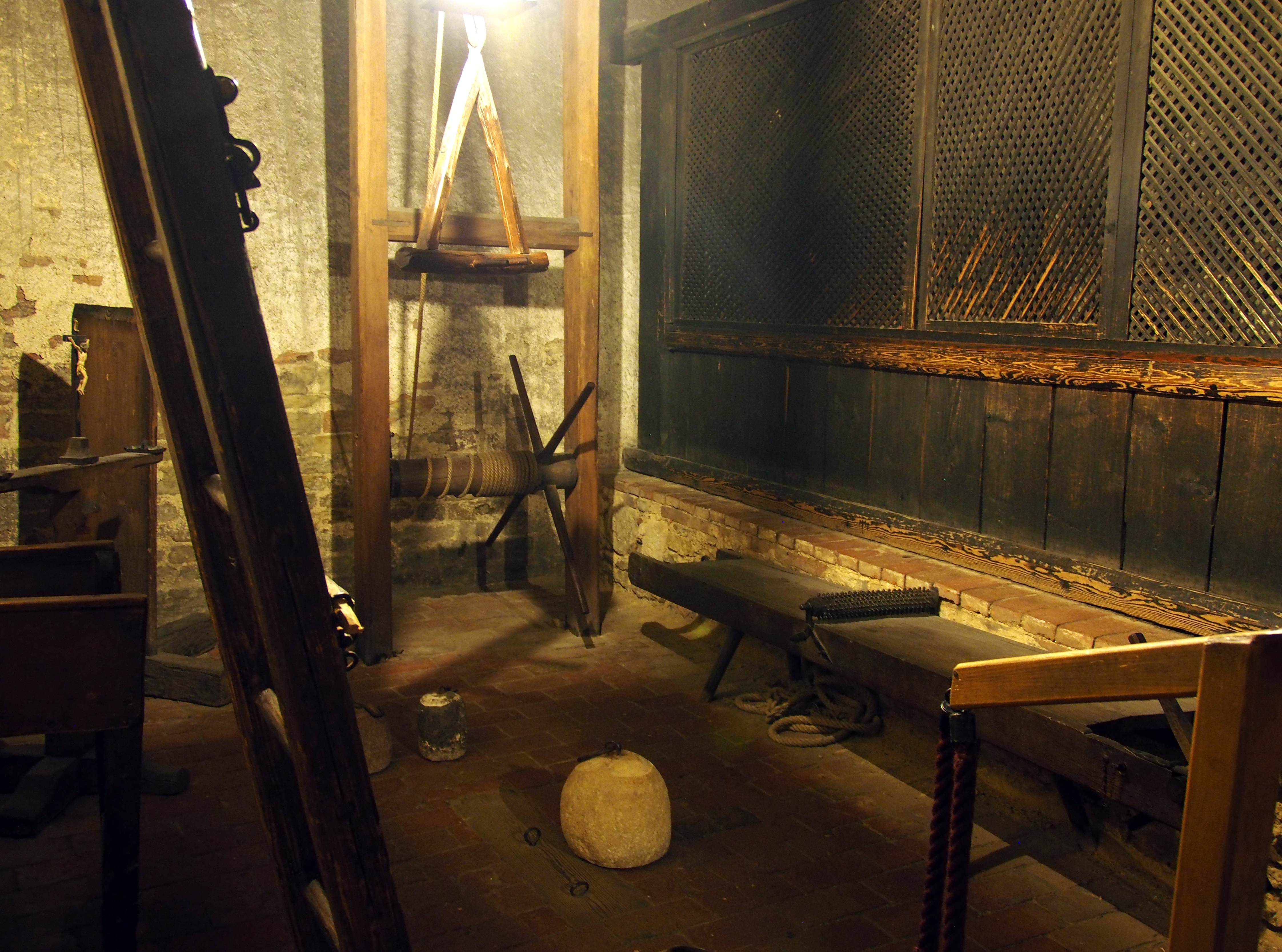
Fragstatt, Verhörraum mit Folterkammer

Das Museum wurde 1963 im Reichssaalbau und in den historischen Räumen des Alten Rathauses eingerichtet, in denen von 1663 bis 1806 der Sitz des Immerwährenden Reichstags war.
Heute ist das Reichstagsmuseum als „document Reichstag“ eine Dauerausstellung, in deren Mittelpunkt die Bedeutung des Heiligen Römischen Reichs Deutscher Nation für die deutsche und die europäische Geschichte steht und in Beziehung zur Stadtgeschichte gesetzt wird. Im Jahr 2020 wurde das Alte Rathaus als Sitz des Immerwährenden Reichstages vom Bayerischen Landtag zusammen mit zwölf weiteren Orten als einer der „Orte der Demokratie in Bayern“ benannt. Auf Empfehlung eines wissenschaftlichen Beirates sollen damit Schauplätze, an denen bayerische Demokratiegeschichte geschrieben wurde, im öffentlichen Raum mit einem Gedenkobjekt sichtbar gemacht werden.
Das Museum umfasst den Reichssaalbau und andere sehenswerte Räume.
Darunter:
- Kurfürstenkollegium, Beratungszimmer der Kurfürsten. Vorher: Ratsstube für die Sitzungen des Inneren Rates der Stadt.
- Kurfürstliches Nebenzimmer, geheimes Beratungszimmer der Kurfürsten und Standort des angeblich originalen „Grünen Tisches“. Vorher: Raum für reichstädtische juristisch gebildete Ratskonsulenten.
- Blauer Saal, Vorraum zum Kurfürstenzimmer.
- Reichssaal, einer der bedeutendsten Profanräume des Mittelalters mit erhaltener Holzdecke, Dekorationsmalerei des 16. Jahrhunderts und Kaiserthron
- Fürstliches Kollegium, erbaut 1652 für den Reichstag von 1653, mit barocker Fürstentreppe, erbaut von 1652 bis 1655
- Fürstenzimmer, Beratungszimmer der Reichsfürsten. Fürstliches Nebenzimmer, geheimes Beratungszimmer. Vorher: reichsstädtische Gerichtsstube
- Reichsstädtisches Kollegium, Sitzungszimmer der Vertreter der Reichsstädte
- Wachtkammer der Gerichtsdiener mit Schwertern und Halseisen
- Fragstatt, Verhörraum mit Folterwerkzeugen
- Armesünderstube, Todeszelle für Verurteilte
- Dollingersaal, wurde 1964 nach Abbruch des Dollingerhauses 1889 mit Zwischenstation im Erhardihaus hierher transferiert. Zu sehen ist bedeutende frühgotische Profankunst.  Reliefs unter anderem mit einer Turnierszene aus der Dollingersage.